# 肯尼·奥特加
肯尼·奥特加（1950年4月18日—），全名肯尼思·约翰·奥特加，美国导演、制片人和编舞，曾執導《歌舞青春3：毕业季》和已故流行乐天王迈克尔·杰克逊的“This Is It”伦敦大型演唱会的舞蹈。

## 职业生涯
奥特加出生在加利福尼亚州的帕洛阿尔托，他的祖父母是西班牙人。1987年为电影Dirty Dancing编排了舞蹈，还为麦当娜的Material Girl编排舞蹈。后他与迈克尔·杰克逊相识，并创造设计了1992—1993年的Dangerous World Tour、1996—1997的HIStory World Tour。除了舞蹈，奥尔特加还导演了歌舞青春1、歌舞青春2、歌舞青春3：毕业季。2009年5月，奥尔特加开始准备迈克尔·杰克逊预定在伦敦O2体育举行的50场演唱会，而该演唱会杰克逊猝死而取消，奥尔特加把杰克逊排练的录影拍成电影，命名为：迈克尔·杰克逊：就是这样。

## 获奖
他曾在2008年获新华社颁发的特别成就奖—杰出导演奖和2009年的全美拉丁裔独立制片的特别成就奖。

## 外部連結
- 肯尼·奥特加官方网站